# 宮本武蔵 一乗寺の決斗
『宮本武蔵 一乗寺の決斗』（みやもとむさし いちじょうじのけっとう）は、1964年（昭和39年）1月1日公開の日本映画である。東映製作・配給。監督は内田吐夢、主演は中村錦之助（萬屋錦之介）。富士フイルムカラー、東映スコープ、128分。
吉川英治の小説『宮本武蔵』を原作とした、「内田監督・中村主演の『宮本武蔵』シリーズ」全5部作の第4作。配収は2億2500万円で、この年の邦画配収ランキング第6位となった。
第10回ホワイト・ブロンズ賞主演男優賞（中村錦之助）。

## スタッフ
- 製作：大川博
- 監督：内田吐夢
- 原作：吉川英治
- 企画：辻野公晴、小川貴也、翁長孝雄
- 脚本：鈴木尚之、内田吐夢
- 撮影：吉田貞次
- 音楽：小杉太一郎
- 美術：鈴木孝俊
- 装置：館清士
- 装飾：佐藤彰
- 録音：渡辺芳文
- 照明：和多田弘
- 編集：宮本信太郎
- 助監督：鎌田房夫、篠塚正秀、野波静雄、菅孝之
- 進行主任：神先頌尚

## キャスト
- 宮本武蔵：中村錦之助 (萬屋錦之介)

- 朱美：丘さとみ
- お通：入江若葉
- 吉野太夫：岩崎加根子
- 本位田又八（武蔵の旧友）：木村功

- 林彦次郎（吉岡道場門弟）：河原崎長一郎
- 赤壁八十馬（又八の友人）：谷啓
- お杉（又八の母）：浪花千栄子
- 吉岡伝七郎（清十郎の弟）：平幹二朗
- 大田黒兵衛（吉岡道場高弟）：佐藤慶
- 木賃宿の親爺：織田政雄
- 叡山の僧：沢村宗之助
- 城太郎（武蔵の弟子）：竹内満
- 植田良平（吉岡道場高弟）：香川良介
- 烏丸光広：徳大寺伸
- 青木丹左ェ門（城太郎の父）：花沢徳衛
- 沢庵（ダイジェスト写真／ノンクレジット）：三國連太郎
- お甲（ダイジェスト写真／ノンクレジット）：木暮実千代
- 阿巌（ダイジェスト写真／ノンクレジット）：山本麟一
- 壬生源左衛門の妻：松浦築枝
- 壬生源次郎（源左衛門の子）：西村雄司
- 横川勘助（吉岡道場門弟）：国一太郎
- 南保余一兵衛（吉岡道場門弟）：水野浩
- 御池十郎左衛門（吉岡道場門弟）：鈴木金哉
- 民八（吉岡家家僕）：団徳麿
- 吉岡の高弟：中村錦司
- 吉岡の門弟：関山耕司
- 吉岡の門弟：有川正治
- 吉岡の門弟：唐沢民賢
- 花山院忠長：林彰太郎
- 徳大寺実久：那須伸太朗
- 墨菊太夫：霧島八千代
- りん弥：小野恵子

- 壬生源左衛門（吉岡一族長老）：山形勲
- 灰屋紹由（豪商）：東野英治郎
- 妙秀（光悦の母）：東山千栄子
- 本阿弥光悦：千田是也

- 吉岡清十郎（吉岡拳法二代目当主）：江原真二郎
- 佐々木小次郎：高倉健

## 製作

### 撮影
ラストの吉岡一門vs.武蔵「七十三対一」の決斗シーンは、慎重にロケハンを重ね、実際に決斗があった当時の一乗寺下り松に地形がよく似る滋賀県饗庭野（通称：八町田）をロケ地に選んだ。当地は長靴が股までスッポリ入り込む湿地帯。トラックで土を運び道を作り、人工の下り松をセッティングする等、現場のセッティングに1ヵ月、延べ300人の人夫等の総費用500万円をかけた。現場を見た内田監督から「私のイメージにぴったりです。あなた方に負けない仕事をして、立派な作品にします」と労いの言葉があった。現場は自衛隊の実弾射撃練習場の隣で、鼻先を実弾がビューンビューンと音を立てて飛び交う戦場のような場所。ここで1963年10月から11月にかけて約20日間、スタッフが泊まり込み、連日早朝から夕刻まで泥まみれになりながら撮影を敢行した。また京都市東山区の国宝三十三間堂の夜間ロケが他社に先駆け初めて撮影許可が降りた。

## 同時上映
『東京ギャング対香港ギャング』
- 監督：石井輝男／主演：鶴田浩二、丹波哲郎、高倉健